# Compton's Most Wanted
Compton's Most Wanted (C.M.W.) — американська гангста-реп група з міста Комптон, штат Каліфорнія. Група була однією з піонерів жанру гангста-реп, разом з N.W.A. Їхній сингл «Hood Took Me Under» став одним із найкращих у жанрі. Лідером гурту був репер MC Eiht (який пізніше озвучив Райдера з відеогри Grand Theft Auto: San Andreas). Група (також, як і N.W.A.) має свою особливість — практично у всіх піснях немає приспіву, замість нього ді-джей робить скретчінг.
У 1990 році C.M.W. випустили свій перший альбом It's a Compton Thang на Orpheus Records. Він містив хіт-сингл і відео «One Time Gaffled Em Up».
Через рік, у 1991 році, група випустила свій другий альбом Straight Checkn 'Em, який містив такі популярні хіти, як «Growin' Up In tha Hood», «Driveby Miss Daisy», «Compton's Lynchin'» і «Def Wish».
У 1992 році група випустила свій третій і найуспішніший студійний альбом Music to Driveby. Він містив сингл «Hood Took Me Under». Ця пісня посіла п’яте місце в чартах США. «Hood Took Me Under» також була представлена роками пізніше, у 2004 році, на ігровій радіостанції популярної відеогри Grand Theft Auto: San Andreas.
Нарешті, після восьмирічної перерви, гурт випустив свій шостий альбом Represent у 2000 році на незалежному звукозаписному лейблі Half Ounce Records Inc., що належить MC Eiht, Boom Bam і померлому реперу Bird з Lil Hawk and Bird. Альбом містив сингли «This Is Compton 2000» і «Some May Know», але не досяг успіху їхніх попередніх альбомів.
У 2006 році C.M.W. випустили Music to Gang Bang, який містив чотири сингли, включно з «Music to Gang Bang», з оригінальним учасником MC Eiht і новими учасниками Big 2Da Boy and Diamond Rich. Однак альбом не був таким комерційно успішним, як попередні релізи.
У 2008 році комптонський репер The Game розповів в інтерв'ю, що він веде переговори з MC Eiht про відновлення групи; однак це не здійснилося.
12 вересня 2019 року гурт оголосив про повернення та альбому Gangsta Bizness через 13 років.

## Дискографія
Студійні альбоми
- It's a Compton Thang (1990)
- Straight Checkn 'Em (1991)
- Music to Driveby (1992)
- Represent (2000)
- Music to Gang Bang (2006)
- Gangsta Bizness (2019)

Спільні альбоми
- Killafornia Organization (з Killafornia Organization) (1996)

Компіляції
- When We Wuz Bangin' 1989–1999: The Hitz (2001)